# Asura pyropa
Asura pyropa är en fjärilsart som beskrevs av Willie Horace Thomas Tams 1935. Asura pyropa ingår i släktet Asura och familjen björnspinnare. Inga underarter finns listade i Catalogue of Life.